# No Come Down
No Come Down è una raccolta del gruppo musicale britannico The Verve pubblicata il 17 maggio 1994. Contiene B-Side del gruppo e alcune canzoni rivisitate in chiave acustica oltre al singolo Gravity Grave.

## Tracce
1. No Come Down – 3:14
2. Blue – 3:15
3. Make It Till Monday – 2:44
4. Butterfly – 7:36
5. Where the Geese Go – 3:12
6. 6 O'Clock – 4:29
7. One Way to Go – 7:16
8. Gravity Grave – 9:22
9. Twilight – 3:01